# بلوك أوت
بلوك أوت (بالإنجليزية: Block Out)‏ ، هي لعبة فيديو إلكترونية من نوع ألغاز، أنتجها شركة كاليفورنيا دريمز سنة 1991م.